# Шемуршинське сільське поселення
Шемурши́нське сільське поселення (рос. Шемуршинское сельское поселение) — муніципальне утворення у складі Шемуршинського району Чувашії, Росія. Адміністративний центр — село Шемурша.
Станом на 2002 рік існували Баскакська сільська рада (селища Баскаки, Кучеки, Мулліна, Фабрика, Хірла) та Шемуршинська сільська рада (село Шемурша, присілки Андрієвка, Мордовські Тюки, Нова Шемурша, селище Канаш).

## Населення
Населення — 4005 осіб (2019, 4676 у 2010, 4817 у 2002).

## Склад
До складу поселення входять такі населені пункти:
| Населений пункт           | Населення, осіб (2002) | Населення, осіб (2010) |
| ------------------------- | ---------------------- | ---------------------- |
| Андрієвка, присілок       | 463                    | 407                    |
| Баскаки, селище           | 41                     | 39                     |
| Канаш, селище             | 63                     | 50                     |
| Кучеки, селище            | 15                     | 11                     |
| Мордовські Тюки, присілок | 100                    | 56                     |
| Мулінна, селище           | 44                     | 21                     |
| Нова Шемурша, присілок    | 365                    | 333                    |
| Фабрика, селище           | 0                      | -                      |
| Хірла, селище             | 0                      | -                      |
| Шемурша, село             | 3726                   | 3759                   |